# Billens-Hennens
Billens-Hennens är en kommun i distriktet Glâne i kantonen Fribourg, Schweiz. Kommunen bildades den 1 januari 1998 genom sammanslagningen av kommunerna Billens och Hennens. Billens-Hennens hade 908 invånare (2023).